# Worms Golf
Worms Golf es un videojuego de golf para Celulares compatibles con Java ME. Fue programado por Rockpool Games y publicado por THQ en 2004 Fue basado en Mani Golf , el juego flash original creado por Alex Rigby de Rockpool Games .

## El juego
Worms Golf es un juego de arcade basado en el golf deportivo en el que el jugador golpea una granada hacia un gusano enemigo que está atado a un palo.

## Secuela
En 2011, Team17 lanzó una secuela, Worms Crazy Golf, para PC, Mac, iOS y PlayStation 3. La secuela fue desarrollada internamente y se basa en la iteración Worms 2: Armageddon / Worms Reloaded de la serie.